# دوري بورتو ريكو الوطني لكرة القدم
دوري بورتو ريكو لكرة القدم هي مسابقة لكرة القدم ينظمها اتحاد كرة القدم البورتوريكي الذي يعتبر حاليًا أفضل دوري لكرة القدم في الجزيرة. تم الإعلان عنه عبر فيسبوك من قبل الاتحاد في أغسطس 2018.
تضم البطولة مسابقة للسيدات تضم عشرة فرق.

## التاريخ
بعد غياب دوري كرة القدم في بورتوريكو لموسم 2017-18، نظم اتحاد كرة القدم البورتوريكي بطولة تحضيرية استمرت من مارس حتى يونيو 2018. شارك 10 فرق في البطولة التي فاز بها بايامون .
عقد مؤتمر إطلاق الدوري في 23 أغسطس 2018.

## المنافسة
ستواجه عشرة فرق بعضها البعض مرتين في الدوري. وستتأهل الفرق الستة الأولى على جدول الدوري للمشاركة في التصفيات حيث يحصل الفريقان الأولان على مقعد مباشر إلى الدور قبل النهائي. سيتأهل الفائز لبطولة أندية السي أف يو 2020.